# National Ocean Service
Le National Ocean Service (NOS) un service au sein du National Oceanic and Atmospheric Administration (NOAA), lui-même sous la direction du département du Commerce des États-Unis. Il est responsable de la préservation et de la valorisation des ressources et des écosystèmes côtiers de la nation ainsi que des 153 000 km) de côtes bordant les 9 100 000 km2 d'eaux côtières, des Grands Lacs et de l'océan. Sa mission est de fournir des solutions fondées sur la science pour répondre à l'évolution des pressions économiques, environnementales et sociales sur les eaux et les côtes américaines. NOS travaille en étroite collaboration avec de nombreux organismes partenaires pour veiller à ce que les zones océaniques et côtières soient sécuritaires, saines et productives. Les scientifiques du NOS, les gestionnaires de ressources naturelles et les spécialistes assurent un transport maritime sûr et efficace, promeuvent des solutions innovantes pour protéger les communautés côtières et voient à la conservation des milieux marins.

## Organisation
Le NOS est un des six services de la NOAA. Cette organisation scientifique et technique compte de 1 700 scientifiques, gestionnaires de ressources naturelles et spécialistes dans de nombreux domaines différents. NOS offre une gamme de services de gestion des zones côtières et des Grands Lacs à l'échelle nationale.
Il comporte sept programmes différents :
- Fourniture de produits, de services et de données, tels que les cartes nautiques (Office of Coast Survey), un cadre de référence géographique cohérent (National Geodetic Survey) et la surveillance des marées et des niveaux d'eau (Center for Operational Oceanographic Products and Services) ;
- Gérance de 13 sanctuaires marins nationaux et d'un monument national (National Marine Sanctuaries);
- Fournir des fonds aux États côtiers pour gérer 28 réserves nationales de recherche estuaire ;
- Participation à une réponse immédiate aux événements dangereux en cas de déversement, l'évaluation des dommages et des activités de restauration (Office of Response and Restoration) ;
- Soutient aux États dans la protection des ressources et guider le développement économique dans les zones côtières. NOS forme également les gestionnaires des zones côtières des États participants au programme (Office for Coastal Management) ;
- Évaluation, surveillance et prévision des conséquences de dangers environnementaux, naturels et anthropiques telles que les ouragans, l'érosion et l'élévation du niveau de la mer (National Centers for Coastal Ocean Science).

et deux bureaux :
- Integrated Ocean Observing System Program : service de l'instrumentation ;
- Management and Budget Office : administration et budget.